# روسيا سيفودنيا
وكالة أنباء روسيا اليوم (بالروسية: Россия сегодня، حرفيًا: "روسيا اليوم") هي مجموعة إعلامية مملوكة ومدارة من قبل الحكومة الروسية، أُسست على أساس وكالة أنباء ريا نوفوستي. تمتلك المجموعة وتدير سبوتنيك، وريا نوفوستي، ومعهد إينو إس إم آي، والعديد من الكيانات الأخرى. رئيس المنظمة هو دميتري كيسيليوف.مارغريتا سيمونيان هي رئيسة التحرير.

## المشاريع التابعة
- سبوتنيك [6]
- ريا نوفوستي [7]
- إينوسمي (inosmi.ru) [8] [9]
- أوكرانيا (ukraina.ru)، وهو موقع ويب للتضليل برعاية الدولة [10] [11]
- Baltnews (سابقًا baltnews.lv، baltnews.ee، baltnews.lt، والآن baltnews.com) [12] [13] [14] [15]

## أنظر أيضاً
- وسائل الإعلام الروسية

## روابط خارجية
- الموقع الرسمي
 باللغة الروسية